# Liste des épisodes de Hinomaru Sumo
Cet article est un complément de l’article sur le manga Hinomaru Sumo. Il contient la liste des épisodes de l'adaptation en série télévisée d'animation.

## Liste des épisodes
| No | Titre français                               | Titre japonais             | Titre japonais                                    | Date de 1re diffusion |
| No | Titre français                               | Kanji                      | Rōmaji                                            | Date de 1re diffusion |
| -- | -------------------------------------------- | -------------------------- | ------------------------------------------------- | --------------------- |
| 1  | Le trésor national Kunitsuna Onimaru         | 国宝・鬼丸国綱             | Kokuhō onimaru kunitsuna                          | 5 octobre 2018        |
| 2  | Lutte VS sumo                                | レスリングvs相撲           | Resuringu tai sumō                                | 12 octobre 2018       |
| 3  | Kusanagi no Tsurugi                          | 草薙剣                     | Kusanagi ken                                      | 19 octobre 2018       |
| 4  | Les cinq sumos d'Ôdachi                      | ダチ高の五人目             | Dachi daka no go ninme                            | 26 octobre 2018       |
| 5  | Le sumo revigorant, Mizuki Sada              | さわやか☆力士 沙田美月     | Sawayaka rikishi suna Den Mizuki                  | 2 novembre 2018       |
| 6  | En avant ! L'écurie Shibakiyama              | 魁!!柴木山部屋             | Sakigake!! Shibaki yama heya                      | 9 novembre 2018       |
| 7  | Le clown franc                               | 愚直な道化                 | Guchoku na dōke                                   | 16 novembre 2018      |
| 8  | Ce qui est fait est fait                     | 覆水盆に返らず             | Fukushi bon ni kaerazu                            | 23 novembre 2018      |
| 9  | Le diable et la lune                         | 鬼と月                     | Oni to tsuki                                      | 30 novembre 2018      |
| 10 | Des sentiments inébranlables                 | 譲れない気持ち             | Yuzurenai Jimochi                                 | 7 décembre 2018       |
| 11 | Grillades                                    | 焼肉                       | Yakiniku                                          | 14 décembre 2018      |
| 12 | Affrontement au château de Nagoya            | 激突!!名古屋城             | Gekitotsu!! Nagoya-jō                             | 21 décembre 2018      |
| 13 | L'entraînement de la pièce de 100 yens       | 100円玉の修行              | 100 yen tama no shugyō                            | 11 janvier 2019       |
| 14 | En avant pour l'interlycée                   | インターハイ開幕           | Intā hai kaimaku                                  | 18 janvier 2019       |
| 15 | Kunitsuna Onimura et Yasutsuna Dôjikire      | 鬼丸国綱と童子切安綱       | Onimaru Kunitsuna to Dōjikire Yasutsuna           | 25 janvier 2019       |
| 16 | Trésor national is delicious                 | 国宝 is デリシャス         | Kokuhō is derishasu                               | 1er février 2019      |
| 17 | L'homme béni par le dieu du sumo             | 相撲の神に愛された男       | Sumō no Kami ni aisareta otoko                    | 8 février 2019        |
| 18 | Ma façon de gagner                           | 僕の克ち方                 | Boku no Kachi Kata                                | 15 février 2019       |
| 19 | Une volonté de fer pour un mental fragile    | 弱き心に、強き意志         | Yowaki kokoro ni, tsuyoki ishi                    | 22 février 2019       |
| 20 | Kunitsuna Onimura et Yasutsuna Dôjikiri, bis | 鬼丸国綱と童子切安綱、再び | Onimaru Kunitsuna to Dôjikire Yasutsuna, futatabi | 1er mars 2019         |
| 21 | Idiot VS Idiot                               | バカとバカ                 | Baka to Baka                                      | 8 mars 2019           |
| 22 | Le trésor national oublié, Yasutsuna Onikiri | 忘れられた国宝・鬼切安綱   | Wasurerareta kokuhō Onikire Yasutsuna             | 15 mars 2019          |
| 23 | Hakki yoi                                    | 発気揚々                   | Hatsu ki yōyō                                     | 22 mars 2019          |
| 24 | A la poursuite de leurs rêves                | 夢の続き                   | Yume no Tsuzuki                                   | 29 mars 2019          |